# Залэу
Залэ́у (рум. Zalău, нем. Zillenmarkt, венг. Zilah) — город на северо-западе Румынии, в исторической области Трансильвания, на берегах реки Залэу. В 532 км к северо-западу от Бухареста, в 95 км от венгерской границы.

## Климат
Город расположен в умеренно континентальном климатическом поясе. Средняя температура января -2,5 °C, июля +19,3°С.

## Экономика
Залэу, как и многие другие румынские города, испытал большое промышленное развитие в эпоху коммунистического правления.

## Население
Численность населения города на 2011 год составляет — 56.202 человека.
Этнический состав:
- Румыны — 76,45 %
- Венгры — 15,41 %
- Цыгане — 1,41 %
- Другие — 6,72 %